# Blik
Blik (стилізовано: blik) — це платіжна система в Польщі, яка дозволяє користувачам здійснювати миттєві платежі та знімати готівку, використовуючи лише стандартний додаток для мобільного банкінгу.
Система дозволяє користувачам робити покупки в Інтернеті та в магазинах, а також переказувати гроші в режимі реального часу між банківськими рахунками та банкоматами  , включаючи зняття готівки в банкоматах, без необхідності використання платіжної картки. Трансакції однозначно ідентифікуються 6-значним одноразовим кодом, дійсним протягом 2 хвилин, який користувач створює та перевіряє у своєму додатку мобільного банкінгу. Після цього код можна ввести в Інтернеті, на екрані банкомата або одержувачем платежу у своєму мобільному додатку. Отримані платежі майже миттєві.
Blik дозволяє передавати телефонні номери шляхом прив’язки номера телефону до банківського рахунку. Ці перекази безкоштовні та миттєві, навіть між рахунками в різних банках. Деякі платформи для онлайн-покупок, наприклад Allegro, можуть підключати обліковий запис клієнта до екземпляра програми, сумісної з Blik, що дозволяє підтверджувати оплату лише за допомогою сповіщення та PIN-коду або біометричного входу. Окрім онлайн-покупок, платіжна система Blik активно використовується поляками у беттінгу та онлайн гемблінгу, що становить вагому частку транзакцій з їх допомогою.

## Історія
Blik був запущений у лютому 2015 року Polski Standard Płatności, альянсом шести польських банків, який сам є членом Європейської асоціації систем мобільних платежів . З того часу кількість банків-учасників зросла. Протягом 2020 року Blik мав 8,6 мільйонів користувачів і обробив 424 мільйони транзакцій.
У 2021 році Blik запровадив мобільні безконтактні платежі в наземних терміналах.
У період з 2019 по 2020 роки поліція повідомила про декілька випадків шахрайства з використанням зняття готівки через Blik. Отримавши доступ до облікового запису особи в соцмережах, зловмисник може вимагати позику у знайомих і здійснювати зняття готівки, якщо він отримав код Blik.

## Банки-учасники
Сервіс доступний у наступних банках:
- Alior Bank,
- Bank Millennium
- BNP Paribas
- Citi Handlowy
- Crédit Agricole
- Getin Bank
- ING Bank Śląski
- Nest Bank
- Getin Noble Bank
- mBank
- Bank Pocztowy
- Bank Pekao
- PKO Bank Polski і Inteligo
- Santander Bank Polska
- Bank Polskiej Spółdzielczości (BPS)
- Spółdzielcza Grupa Bankowa (SGB)